# 乐毅
乐毅（約前300年—約前260年），子姓，樂氏，中国战国时期燕國著名軍事家，輔佐燕昭王，曾攻下齐国70余城而封昌国君，後獲赵国封望诸君。與管仲齊名，是東周戰國時期法家重要代表人物之一。

## 生平
魏國名將樂羊後代。樂羊葬于中山国灵寿（属今河北省保定市），后中山为赵所灭。
乐毅有贤才，好兵法，甚为赵人器重。赵武灵王时期的沙丘之乱以后，乐毅离開赵國前往魏國，后被派出使燕国。燕昭王以客礼对待，乐毅遂留於燕国任亚卿，帮助燕昭王进行政治改革，包括察能授官、按功勋授禄、要求民众按法令行事、恩惠施及平民萌隶，使燕国得以迅速恢复和发展。乐毅亦建议燕昭王联络秦、楚、三晋等国共同对付齐，遂被派往诸国行合纵之事。
前284年，乐毅统率燕、秦、韓、趙、魏五国之兵伐齐，大败齐军于濟西之戰，最後齊湣王被名義上救齊的楚國將領淖齒處決。
此后，將韓、秦兩國之兵遣送回國，讓魏入略宋地，趙得河北地，乐毅独率燕国军队追逐败逃的齐军，直至齐都临淄。攻占临淄之后，尽取齐国宝物、财物、祭器运往燕国。燕昭王大喜，亲至济上劳军，乐毅被封为昌国君。
乐毅留居齐地五年，接连攻下齐国70餘城，皆改为燕国郡县，但分別以齊襄王和田單為首的莒和即墨两城則未能攻下。
燕惠王立，田單施反间计放出謠言，使燕以骑劫代乐毅。乐毅畏诛，認為“善作者不必善成，善始者不必善終”，遂逃亡入赵國，獲封于观津，号曰望诸君。燕惠王在军队败北之后复召乐毅，表示不忘其功，樂毅以《報遺燕惠王書》回應，之後燕惠王封其子乐间为昌国君，乐毅遂沟通燕赵两国联系，獲燕、赵任命为客卿，再無作為。卒于赵。

## 族人
乐毅子乐间、宗人乐乘（封號為武襄君），均为赵将。孙樂叔，受封於漢高祖，封地在樂鄉，封號為华成君。同族還有樂瑕公、樂臣公，於趙被秦滅後，流亡至齊國高密，其中樂臣公也作樂巨公，長於鑽研述黃老的學說，在齊國有名，被稱為有才的老師。

## 评价及影响
《史記·樂毅列傳》赞乐毅曰：“昌国忠谠，人臣所无”。三國時期諸葛亮躬耕於南陽時，每常自比管仲、樂毅。
魏伯珪曰：“戰國之士，樂毅爲最不輕衒世，而得昭王然後委質輸心，能使昭王爲知己而斬讒人。及惠王遣代則無一言而奔趙，及趙欲使伐燕則據義不從。觀其答燕惠王書，義明情摯，决非時人所能窺其萬一也。或曰不赴君召而奔他國，其義何如，曰當時風習互走列國，况毅本非燕之世臣，只感昭王知己之恩，盡瘁思報而已。太子不肖，不與我好，則是忘其祖父也，忘其社稷也，忘親忘社者，非吾君也，豈可自就斧鑕於非吾君者哉。毅書所謂就死以傷先王之明者，其義誠是矣。毅若但求寵利者，以趙乘燕，如入無人，其功名豈不大矣哉。”（󰡔存齋集󰡕 卷14, 雜著, 格物說）

## 延伸阅读
[在维基数据编辑]
 《史記/卷080》，出自司馬遷《史記》
 在维基共享资源阅览影像